# Suzuki M
Suzuki M — серия автомобильных двигателей внутреннего сгорания, выпускающихся японской компанией Suzuki. Объём двигателей варьируется от 1,3 до 1,8 л. Двигатели имеют механизм OHC, 16 клапанов и многоточечный впрыск топлива (MPFI).

## M13A
Рабочий объём двигателя M13A составляет 1,3 л (1328 см3), диаметр цилиндра и ход поршня — 78 мм × 69,5 мм, а степень сжатия — 9,5:1. Двигатель выпускался в двух вариантах:
- с изменяемыми фазами газораспределения (VVT);

- без VVT (Suzuki Jimny, Suzuki Ignis, Suzuki Liana) на отдельных рынках[3].

| Автомобиль | Мощность                          | Крутящий момент         | Примечания |
| ---------- | --------------------------------- | ----------------------- | ---------- |
| Jimny      | 63 кВт (85 л. с.) при 6000 об/мин | 110 Н·м при 4100 об/мин |            |
| Swift      | 68 кВт (92 л. с.) при 5800 об/мин | 116 Н·м при 4200 об/мин | VVT        |

- M13A — VVT[4]
  - Suzuki Ignis (первое поколение)
  - 1999—2010 Wagon R Solio 1.3
  - 2000—2018 Suzuki Jimny Wide/Sierra
  - Suzuki Swift (первое поколение)

## M13AA
M13AA — 1,3-литровый (1328 см3) рядный четырёхцилиндровый 16-клапанный автомобильный двигатель с клапанным механизмом VVT, применяемый с 2005 года в Suzuki Jimny, Suzuki Swift и Suzuki Ignis.
1.3 M13AA DOHC 16v MPFI VVT (Jimny)
- Объём: 1,3 л (1328 см3)
- Диаметр цилиндра × ход поршня: 78 мм × 69,5 мм
- Степень сжатия: 9,5:1
- Мощность: 63 кВт (85 л. с.) при 6000 об/мин
- Крутящий момент: 110 Н⋅м при 4100 об/мин

## M15A
Двигатель M15A с клапанным механизмом VVT имеет рабочий объём 1,5 л (1490 см3). Диаметр цилиндра и ход поршня составляют 78 мм, степень сжатия — 9,5:1, мощность — 74 кВт (100 л. с.) при 5900 об/мин, а крутящий момент — 133 Н·м при 4100 об/мин. M15A, применяемый в Suzuki Ignis (HT81S), имеет степень сжатия 11,0:1 и развивает мощность 82 кВт (112 л. с.) при 6400 об/мин и крутящий момент 143 Н⋅м при 4100 об/мин.
(Ignis)
- Степень сжатия: 11,0:1
- Мощность: 82 кВт (112 л. с.) при 6400 об/мин
- Крутящий момент: 142 Н⋅м при 4100 об/мин

(Swift/SX4)
- Степень сжатия: 9,5:1
- Мощность: 74 кВт (100 л. с.) при 5900 об/мин
- Крутящий момент: 133 Н⋅м при 4100 об/мин

(S-Cross — версия для индонезийского рынка)
- Степень сжатия: 10,3:1
- Мощность: 80 кВт (109 л. с.) при 6000 об/мин
- Крутящий момент: 138 Н⋅м при 4400 об/мин

Применения:
- 2001—2007 Suzuki Aerio/Liana/Baleno (Северная Америка)
- 2001—2008 Suzuki Ignis/Ignis Sport (первое поколение)
- 2004—2010 Suzuki Swift — второе поколение
- 2006—2013 Suzuki SX4
- 2016—2022 Suzuki S-Cross (Индонезия)

## M16A
Рабочий объём двигателя M16A составляет 1,6 л (1586 см3), а диаметр цилиндра и ход поршня — 78 мм × 83 мм. Двигатель имеет клапанный механизм DOHC с изменяемыми фазами газораспределения и систему многоточечного впрыска. Вместо ремня используется цепь газораспределительного механизма. В зависимости от автомобиля, двигатель имел множество итераций.
1,6 л (Liana)
- 2001—2004
- Степень сжатия: 9,7:1
- Мощность: 76 кВт (103 л. с.) при 5500 об/мин
- Крутящий момент: 144 Н⋅м при 4000 об/мин

1,6 л
- 2004—2007
- Степень сжатия: 10,5:1
- Мощность: 79 кВт (107 л. с.) при 5500 об/мин
- Крутящий момент: 144 Н⋅м при 4000 об/мин

1,6 VVT
- Степень сжатия: 10,5—11,1:1
- Мощность: 75—79 кВт (102—107 л. с.) при 5600 об/мин
- Крутящий момент: 145—156 Н⋅м при 4400 об/мин

1.6 M16A MPFI VVT (SX4 Hatchback 2WD/4WD — Европа)
- Степень сжатия: 11,0:1
- Мощность: 88 кВт (120 л. с.) при 6000 об/мин
- Крутящий момент: 156 Н⋅м при 4400 об/мин

1.6 M16A MPFI VVT (SX4 S-Cross 2WD или 4WD)
- Степень сжатия: 11,0:1
- Мощность: 100 кВт (136 л. с.) при 6000 об/мин
- Крутящий момент: 156 Н⋅м при 4400 об/мин

1.6 M16A MPFI VVT (Swift Sport 2005—2011)
- Степень сжатия: 11,1:1
- Мощность: 92 кВт (125 л. с.) при 6800 об/мин
- Крутящий момент: 148 Н⋅м при 4800 об/мин

1.6 M16A MPFI VVT (Swift Sport 2011—2014)
- Степень сжатия: 11,1:1
- Мощность: 100 кВт (136 л. с.) при 6900 об/мин
- Крутящий момент: 160 Н⋅м при 4400 об/мин
- Красная зона: 7200 об/мин

1.6 M16A (четвёртое поколение Vitara 2015+)
- Степень сжатия: 11,0:1
- Мощность: 88 кВт (120 л. с.) при 6000 об/мин
- Крутящий момент: 156 Н⋅м при 4400 об/мин

Применения:
- Suzuki SX4 S-Cross
- Suzuki Grand Vitara
- Fiat Sedici
- Suzuki Liana, 80 кВт (109 л. с.)
- Suzuki SX4, 79—88 кВт (107—120 л. с.)
- Suzuki Vitara LY
- Suzuki Swift Sport, второе и третье поколения

## M18A
M18A, созданный на базе M16A, имеет рабочий объём 1,8 л (1796 см3), диаметр цилиндра и ход поршня составляют 83 мм. Этот двигатель имеет клапанный механизм с изменяемыми фазами газораспределения. Обладая степенью сжатия 9,6:1, он развивает мощность 92 кВт (125 л. с.) при 5500 об/мин и крутящий момент 170 Н⋅м при 4200 об/мин.
Благодаря тому, что блок цилиндров основан на том же литье, головка блока цилиндров M16A может быть прикреплена болтами к короткому блоку M18A с незначительными изменениями. Это было сделано тюнерами, установившими блок M18A со стандартными внутренними компонентами (кривошип, поршни и штоки) в Suzuki Swift Sport в целях увеличения крутящего момента во всём диапазоне оборотов.
Применения:
- Suzuki Aerio (Австралия и Новая Зеландия)
- Suzuki Liana GS 2004 (Австралия и Новая Зеландия), 92 кВт (125 л. с.)
- 2009—2012 Suzuki SX4 (Китай), 96 кВт (131 л. с.)